# 皇女
皇女（ひめみこ/みこ/こうじょ/おうじょ）とは、皇帝・天皇の娘。日本においては、内親王号が成立する前に存在した女性皇族の身位でもある。皇女に対して皇帝・天皇の息子を皇子（みこ、おうじ）という。

## 日本
8世紀以後、天皇の子女の身位として親王号や内親王号が定着すると、特定の皇族子女の呼称としての皇子・皇女は使用されなくなった。ただし、天皇の女子一般を皇女と呼ぶ習慣は残り、第一皇女子、第二皇女子というように、天皇との続柄を指す場合に多用されるようになった。
特に貴族の社会では、母系の血筋も家門繁栄や昇進の目安であり、母が内親王である者は皇女腹（みこばら）といわれ、母が皇后である后腹（きさいばら）と同様に尊い生まれとされた。　
2024年（令和6年）時点、皇女に該当する皇族は第126代天皇徳仁の第一皇女子・愛子内親王(敬宮)のみである。